# Gaultheria pumila
Gaultheria pumila (L.f.) D.J.Middleton è una pianta della famiglia delle Ericaceae diffusa in Sud America.